# Волчок (фигурное катание)
Вращение сидя, или волчок (англ. Sit spin) — одна из трёх базовых позиций во вращениях в фигурном катании. Правилами позиция определена как вращение на согнутой ноге так, чтобы бедро опорной ноги было не выше колена свободной ноги. 
В классических волчках свободная нога вытягивается вперёд или немного присогнута внутрь к опорной ноге. Однако существует множество вариаций, где свободная нога может быть направлена в сторону или назад от опорной, или лежать сверху. Волчок может исполняться в качестве вращения в одной позиции, как со сменой ноги, так и без, а также может исполняться в комбинированных вращениях. В зависимости от вида программ, позиция волчка может быть установлена в качестве обязательной (например, в коротких программах правилами предписано исполнить волчок в комбинированном вращении со сменой ноги). Возможен прыжок в волчок — вращение в волчке без смены ноги, с входом прыжком.

## История
Впервые волчок был исполнен Джексоном Хейнзом, ещё в 19-м веке. Эту позицию вращения, иногда, в англоязычных источниках, называют «вращением Джексона Хейнза».
Кто первым стал исполнять прыжок во вращении сидя, не определено. Известно, что это были фигуристы тренера Густава Ласси, возможно, Бадди Вон или Билл Гридмич.

## Вариации
- Простой волчок — классическая позиция волчка, бедро опорной ноги параллельно льду, свободная нога либо вытянута вперёд, либо немного согнута внутрь, спина прямая и наклонена вперёд, руки вытягиваются вперёд.
- Пушка или волчок с захватом свободной ноги руками (англ. shoot-the-duck) — свободная нога распрямлена, вытянута вперёд, и удерживается руками параллельно льду.
- Складка — волчок, в котором корпус и голова плотно сложены к опорной ноге, свободная нога либо вытянута вперёд, либо согнута внутрь.
- Блинчик (англ. pancake spin) — конёк свободной ноги лежит на колене или бедре опорной, при этом позиции рук могут варьироваться, руки могут обхватывать опорный конёк, быть отведены в стороны или сомкнуты в замке за спиной.
- Скрученный волчок — корпус сильно скручивается так, что линия плеч становится перпендикулярна льду. Свободная нога скрещивается спереди с опорной.
- Ломаный волчок (англ. Broken leg sit spin) — свободная нога развёрнута и сильно вынесена в сторону от опорной.
- В парном катании и в танцах на льду, из-за того, что партнёры поддерживают друг друга, возможны множество оригинальных вариантов позиций в волчках.

## Галерея

### В одиночном катании
- Классический волчок  
(Кимми Майсснер)
- Прыжок в волчок 
(Дженнифер Дон)
- Позиция «пушка»  
(Йорик Хендрикс)
- Позиция «складка»  
(Юдзуру Ханю)
- Позиция «блинчик»  
(Нобунари Ода)
- Скрученный волчок 
(Кийра Корпи)
- Ломанный волчок  
(Ричард Донбуш)